# Jean II de Montmorency
Pour les articles homonymes, voir Jean II.
Pour les autres membres de la famille, voir Maison de Montmorency.
Jean II de Montmorency (° 1404 - 6 juillet 1477, inhumé à Senlis), grand chambellan de France. Fils aîné de Jacques de Montmorency et de Philippine de Melun dame de Croisilles et de Courrières, fille de Hugues de Melun d'Epinoy.

## Biographie
Encore très jeune, à la mort de son père en 1414, il hérite de la baronnie de Montmorency et de plusieurs seigneuries dont Écouen, Damville et Conflans, sous la tutelle de sa mère, Philippine, qui décède vers l'an 1419. En 1422, il épouse Jeanne de Fosseux (?- 12 septembre 1431), fille de Jean de Fosseux et Anne de Preures, qui hérita de nombreuses terres, notamment en Flandre.
Le père de Jeanne de Fosseux était l'un des favoris du duc de Bourgogne Jean Ier de Bourgogne, dit Jean sans Peur. Lorsque Jeanne décède en septembre 1431, elle est inhumée aux Cordeliers de Senlis ; elle laisse à Jean II de Montmorency, de riches seigneuries enclavées au sein des domaines de la maison de Bourgogne.
En 1443, Jean II de Montmorency, épouse en secondes noces, Marguerite d'Orgemont arrière-petite-fille du chancelier Pierre d'Orgemont de Chantilly, elle-même veuve du chevalier Guillaume Broullard.
Jean II de Montmorency combat aux côtés du roi Louis XI face aux partisans de la ligue du Bien public emmenés par le duc de Bourgogne, Charles le Téméraire. Ses deux fils, Jean III de Montmorency et Louis de Montmorency-Fosseux, qu'il avait eus avec sa première épouse Jeanne de Fosseux, refusent de se joindre à lui et prennent le parti des nobles rebellés. Jean II de Montmorency décide alors de déshériter ses deux enfants au profit de Guillaume, son troisième fils, issu de son second mariage avec Marguerite d'Orgemont. L'exhérédation est officiellement prononcée le 24 juillet 1463 au château de la Chasse, situé au cœur de la forêt de Montmorency.
Du fait de cet épisode, Jean III de Montmorency se réfugie à Nivelle (en flamand Nevele), un fief de sa mère Jeanne de Fosseux. Il devient ainsi le fondateur de la branche de Montmorency-Nevele. C'est aussi à la suite de cet épisode qu'il devient, sous le nom de Jean de Nivelle, l'objet de moqueries de la part du peuple de France qui donnent naissance aux chansons populaires et à l'expression « être comme ce chien de Jean de Nivelle (qui fuit quand on l'appelle) ».
Malgré des procès et des transactions entre les branches de Nivelle, de Fosseux et de Montmorency, les terres familiales situées en France restent la propriété des descendants de Guillaume (au premier chef desquels, son fils le renommé Anne de Montmorency) qui garderont le titre héréditaire ainsi que les armes de la maison de Montmorency et sa fameuse devise « Dieu aide au premier baron chrétien ».

## Ascendance
Jean II de Montmorency descend des rois de rois de France jusqu'à Hugues Capet.

## Mariage et descendance

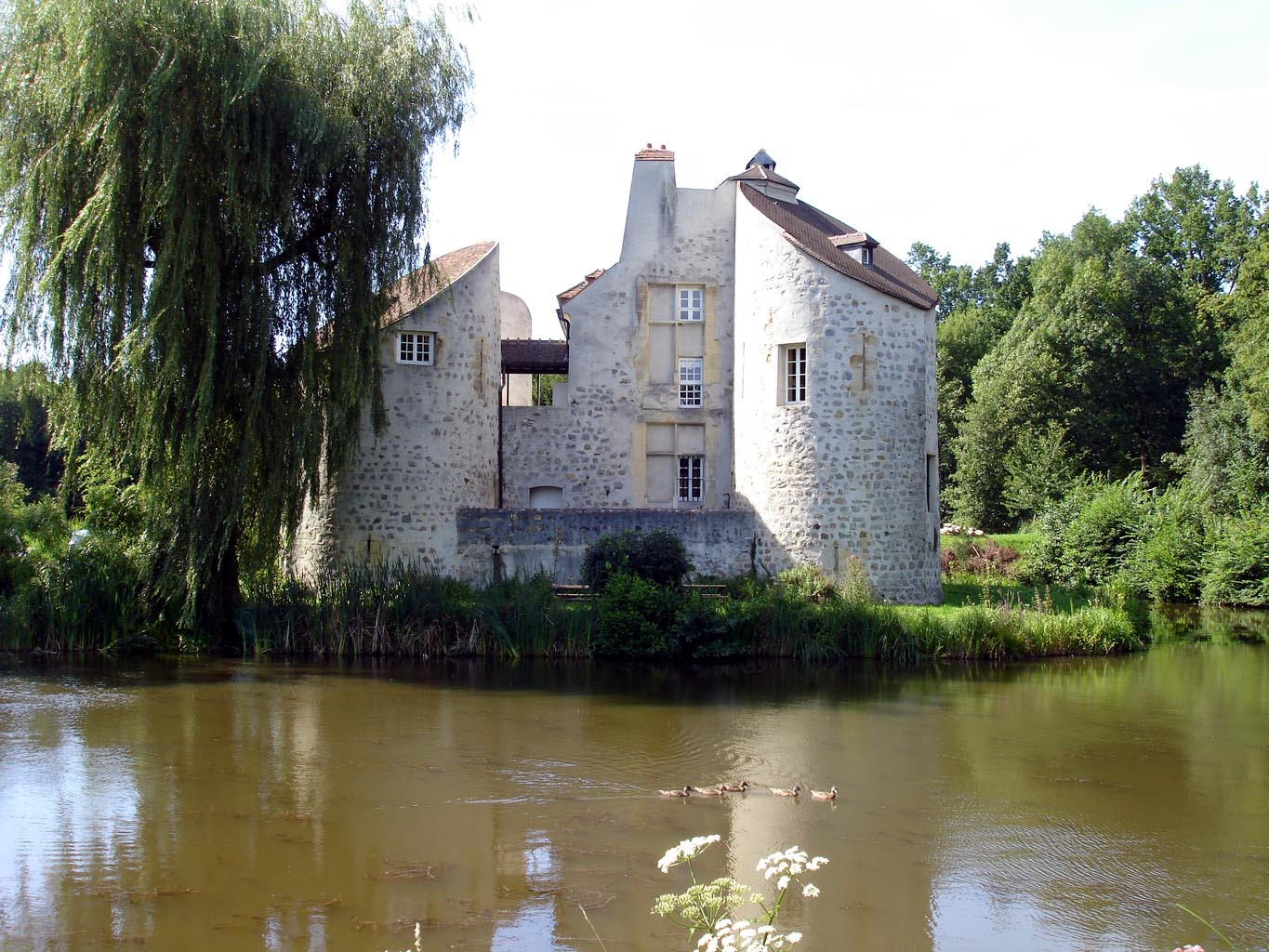
Le château de la Chasse dans la forêt de Montmorency où a été prononcée l'exhérédation des fils de Jean II de Monmorency

Le 29 janvier 1422, Jean épouse Jeanne de Fosseux, dame de Fosseux, d'Hauteville, Nivelle et Wismes (?- 12 septembre 1431), fille de Jean de Fosseux et Anne de Preure. De ce mariage sont nés :
- Jean III (Ier) de Montmorency-Nevele (Nivelle) et Wismes (1422 - 26 juin 1477) dit Jean de Nivelle : son arrière-petit-fils est Philippe II de Montmorency, comte de Horn
- Louis de Montmorency-Fosseux et d'Hauteville (? - 1er octobre 1490) : d'où les ducs de Montmorency (Beaufort) ; les Montmorency-Bouteville, ducs de Piney-Luxembourg, ducs de Châtillon-Coligny, marquis de Royan et comtes ou ducs d'Olonne, princes de Tingry ; et les princes de Robecq.

En 1454 (ou 1445?), Jean épouse en secondes noces Marguerite d'Orgemont, héritière de Chantilly, Montépilloy et Montjay, fille de Pierre III d'Orgemont et Jacqueline Paynel. De ce mariage sont nés :
- Guillaume Ier de Montmorency (1454 - 24 mai 1531), chambellan de France, père du connétable-duc Anne de Montmorency
- Philippe de Montmorency (? - 20 ou 21 novembre 1516 ; de sexe féminin), dame de Vitry-en-Brie, épousera le 23 mars 1465 le Grand-maître de France Charles de Melun (> branche de La Borde et Normanville), puis Guillaume Ier Gouffier, seigneur de Boissy, le 15 juin 1472 (Postérité du 2e mariage)
- Marguerite de Montmorency (1445 - 29 août 1498) qui épousera Nicolas d'Anglure le 26 juin 1471[5].